# 公正党 (乌克兰)
公正党（乌克兰语：Партія «Справедливість»）是乌克兰的一个政党。该党成立于2011年12月，由原来的公正党和其它3个政党合并而成，当时取名为联合左翼和农民。2014年，该党改用现名。
该党的意识形态是社会民主主义、民主社会主义、亲欧洲主义。该党的领导人是Stanislav Nikolaenko。该党的总部位于基辅。该党的政治立场接近于欧洲左翼党。